# Чиста-Дембіна-Колонія
Чиста-Дембіна-Колонія (пол. Czysta Dębina-Kolonia) — село в Польщі, у гміні Гошкув Красноставського повіту Люблінського воєводства.
Населення — 110 осіб (2011).
У 1975-1998 роках село належало до Замойського воєводства.

## Демографія
Демографічна структура станом на 31 березня 2011 року:
|          | Загалом | Допрацездатний вік | Працездатний вік | Постпрацездатний вік |
| -------- | ------- | ------------------ | ---------------- | -------------------- |
| Чоловіки | 54      | 11                 | 36               | 7                    |
| Жінки    | 56      | 12                 | 27               | 17                   |
| Разом    | 110     | 23                 | 63               | 24                   |